# Тобіас Вендль
Тобіас Вендль (нім. Tobias Wendl, 16 червня 1987) — німецький саночник. Шестиразовий чемпіон зимових Олімпійських ігор, восьмикратний чемпіон світу, п'ятикратний чемпіон Європи.
Тобіас Вендль спеціалізується в змаганнях на санях-двійках, виступаючи в парі з Тобіасом Арльтом. Золоті олімпійські нагороди пара здобула на Олімпіаді в Сочі. Крім того, пара входила до складу золотої збірної Німеччини в естафеті, завоювавши другу золоту медаль Олімпіади.
На Чемпіонаті світу 2008 року в Обергофі завоював срібло, зайнявши друге місце за підсумками парних чоловічих заїздів. 
На Чемпіонаті Європи 2010 року в Сігулді Тобіас Вендль здобув срібло та бронзу - за змагання між двійками та за участь в змішаній команді відповідно. 
На Чемпіонаті світу 2013 року у канадському Вістлері завоював одразу дві золоті медалі — у чоловічому парному розряді і в змішаній естафеті.
Крім того, Тобіас Вендль — солдат німецької армії. 
Захоплення: сноуборд, скелелазіння, велосипед, гітара.